# Philippe Jacoberger
Philippe Jacoberger (* 28. August 1955; † 22. Juli 2016 in La Bresse) war ein französischer Skispringer.

## Werdegang
Sein internationales Debüt gab Jacoberger bei der Vierschanzentournee 1974/75. Nach enttäuschenden Ergebnissen auf der Schattenbergschanze in Oberstdorf und auf der Großen Olympiaschanze in Garmisch-Partenkirchen erreichte er in Bischofshofen auf der Paul-Außerleitner-Schanze überraschend den 11. Platz und erreichte damit bereits bei seiner ersten Tournee sein bestes Einzelresultat der Karriere. In der Gesamtwertung reichte es für Jacoberger zum 70. Platz.
Bei der folgenden Vierschanzentournee 1975/76 startete erstmals bei allen vier Springen, konnte aber in keinem Springen auf vorderen Plätzen und belegte am Ende den 71. Platz der Gesamtwertung. Nach zwei Jahren Tournee-Pause konnte er bei der Vierschanzentournee 1978/79 mit dem 60. Platz sein bestes Gesamtresultat erreichen.
Am 30. Dezember 1979 gab er im Rahmen des Auftaktspringen zur Vierschanzentournee 1979/80 sein Debüt im Skisprung-Weltcup. Jedoch waren die Tourneespringen bis zu seinem Karriereende auch die einzigen Springen im Weltcup. Seine letzte Tournee bestritt er mit der Vierschanzentournee 1981/82, jedoch kam er erneut nicht über Rang 66 in der Gesamtwertung hinaus.
Seine internationale Karriere beendete Jacoberger mit dem Start bei der Nordischen Skiweltmeisterschaft 1982 in Oslo. Von der Normalschanze sprang er auf den 53. Platz. Von der Großschanze landete er auf Rang 51.

## Familie
Sein Bruder Jean-François Jacoberger (1951–2020) war ebenfalls Skispringer und nahm an der Skiflug-Weltmeisterschaft 1975 teil.

## Erfolge

### Vierschanzentournee-Platzierungen
| Saison  | Platz | Punkte |
| ------- | ----- | ------ |
| 1974/75 | 070.  | 526,6  |
| 1975/76 | 071.  | 510,1  |
| 1978/79 | 060.  | 497,7  |
| 1979/80 | 110.  | 128,2  |
| 1981/82 | 066.  | 547,3  |